# Made (Big Bang)
Made è l'ottavo album in studio del gruppo musicale sudcoreano Big Bang, pubblicato il 3 febbraio 2016 dalla YG Entertainment.

## Tracce
- M

1. Loser – 3:39
2. Bae Bae – 2:49

- A

1. Bang Bang Bang (뱅뱅뱅?) – 3:40
2. We Like 2 Party – 3:16

- D

1. If You – 4:24
2. Sober (맨정신?, MaenjeongsinLR) – 3:57

- E

1. Zutter (GD&T.O.P) (쩔어?, JjeoreoLR) – 3:14
2. Let's Not Fall in Love (우리 사랑하지 말아요?, Uri saranghaji marayoLR) – 3:32

## Classifiche

### Classifiche settimanali
| Classifica (2016-17) | Posizione massima |
| -------------------- | ----------------- |
| Corea del Sud        | 1                 |
| Giappone             | 1                 |
| Regno Unito          | 67                |
| Stati Uniti          | 172               |

### Classifiche di fine anno
| Classifica (2016) | Posizione |
| ----------------- | --------- |
| Corea del Sud     | 24        |
| Classifica (2017) | Posizione |
| Corea del Sud     | 20        |
| Giappone          | 32        |